# Підкоришник сичуанський
Підкоришник сичуанський (Certhia tianquanensis) — вид горобцеподібних птахів родини підкоришникових (Certhidae).

## Поширення
Ендемік Китаю. Поширений на заході провінції Сичуань. Мешкає у гірських хвойних лісах з переважанням ялиці Фабері (Abies fabri) на висоті 2500—2800 метрів над рівнем моря.

## Опис
Дрібний птах завдовжки 14 см. Голова закруглена на потилиці і витягнута в напрямку дзьоба. Шия коротка. Досить довгий і тонкий дзьоб, зігнутий донизу. Хвіст довгий, квадратний. Ноги міцні з довгими когтистими пальцями.
Верхня частина тіла сіро-коричнева з червоними та білими цятками. На крилах є біле дзеркальце. Брови та горло бежеві, їх розділяє темно-коричнева маска на лиці. Груди, черево і стегна — каштанові. Хвіст світло-коричневого кольору.

## Спосіб життя
Мешкає у хвойних лісах. Трапляється поодинці або парами. Активний вдень. Живиться комахами та дрібними безхребетними, яких знаходить на стовбурах дерев, між тріщинами кори. Сезон розмноження триває у травні-червні. Самиця будує гніздо на дереві у розщеплені кори. У гнізді 3-7 яєць. Насиджує самиця. Інкубація триває два тижня. Самець підгодовує партнерку під час насиджування. Про потомство піклуються обидва батьки. Пташенята покидають гніздо через 20 днів, а через місяць стають самостійними.